# Frenchie Shore
Frenchie Shore è una serie francese di tipo reality trasmessa su MTV France e Paramount+. Ha debuttato l'11 novembre 2023, ed è il ramo francese dello show americano Jersey Shore. Lo show segue la vita quotidiana di dieci coinquilini che vivono insieme per diverse settimane.

## Produzione
Nel febbraio 2022, Paramount Global ha annunciato una nuova linea di serie non sceneggiate e rinnovi per MTV Entertainment Studios che includeva sette nuove versioni del franchise di Shore.
La prima stagione è stata confermata il 12 ottobre 2023. La serie è stata girata in una casa nella città di Cap d'Agde nell'Hérault, dipartimento nel sud della Francia.
Una seconda stagione dello show è stata ordinata il 1º maggio 2024. Ha debuttato su MTV e Paramount il 23 novembre 2024. Include quattro nuovi membri del cast, tra cui Enzo Hardouin, Foster Rowland, Guillaume Arab e Yamina. Con l'avanzare della seconda stagione, Patrick Amoros si è unito al cast.

## Il cast
| Cast                    | Edizione | Edizione |
| Cast                    | 1        | 2        |
| ----------------------- | -------- | -------- |
| Melvin Proix            |          |          |
| Nicolas Fouille         |          |          |
| Théo Voiseux            |          |          |
| Enzo Tripiana           |          |          |
| Iris Gemonet            |          |          |
| Laurie "Kara"           |          |          |
| Julie Bacha             |          |          |
| Marine "Pepita" Beguier |          |          |
| Ouryel Myr              |          |          |
| Tristan Jouve           |          |          |
| Enzo Hardouin           |          |          |
| Foster Rowland          |          |          |
| Guillaume Arab          |          |          |
| Patrick Amoros          |          |          |
| Yamina                  |          |          |

     = Il membro è presente in questa edizione
     = Il membro fa un'apparizione in questa edizione
     = Il membro non è presente in questa edizione